# Ol Parker
Oliver Parker (London, 1969. június 2. –) angol filmrendező, forgatókönyvíró és producer.
Ismertebb rendezései közé tartozik a Mamma Mia! Sose hagyjuk abba (2018) című zenés film, melynek forgatókönyvét is ő írta. Szintén íróként működött közre John Madden Keleti nyugalom – Marigold Hotel (2011) és Keleti nyugalom – A második Marigold Hotel (2015) című filmjeiben.

## Magánélete
1998-ban vette feleségül Thandiwe Newton színésznőt. 
Három gyermekük született: két lányuk, a forgatókönyvíró Ripley (2000) és a színésznő Nico (2005), valamint egy fiuk (2014).
A házaspár 2022-ben különköltözött.

## Filmográfia
| Év   | Magyar cím                                 | Eredeti cím                           | Feladatkör | Feladatkör | Feladatkör   |
| Év   | Magyar cím                                 | Eredeti cím                           | Rendező    | Író        | Producer     |
| ---- | ------------------------------------------ | ------------------------------------- | ---------- | ---------- | ------------ |
| 2000 |                                            | It Was an Accident                    | Nem        | Igen       | Társproducer |
| 2005 | Egy szoknya, egy szoknya                   | Imagine Me & You                      | Igen       | Igen       | Nem          |
| 2011 | Keleti nyugalom – Marigold Hotel           | The Best Exotic Marigold Hotel        | Nem        | Igen       | Nem          |
| 2012 | Most jó                                    | Now Is Good                           | Igen       | Igen       | Nem          |
| 2015 | Keleti nyugalom – A második Marigold Hotel | The Second Best Exotic Marigold Hotel | Nem        | Igen       | Nem          |
| 2018 | Mamma Mia! Sose hagyjuk abba               | Mamma Mia! Here We Go Again           | Igen       | Igen       | Nem          |
| 2021 | A fiú, akit Karácsonynak hívnak            | A Boy Called Christmas                | Nem        | Igen       | Vezető       |
| 2022 | Beugró a Paradicsomba                      | Ticket to Paradise                    | Igen       | Igen       | Nem          |

## Fordítás
- Ez a szócikk részben vagy egészben  az   Ol Parker című angol Wikipédia-szócikk ezen változatának fordításán alapul.  Az eredeti cikk szerkesztőit annak laptörténete sorolja fel. Ez a jelzés csupán a megfogalmazás eredetét és a szerzői jogokat jelzi, nem szolgál a cikkben szereplő információk forrásmegjelöléseként.